# 耶梅达
耶梅达，是西班牙卡斯蒂利亚-拉曼恰昆卡省的一个市镇。总面积29平方公里，总人口29人（2001年），人口密度1人/平方公里。